# ایگور دی کامارگو
ایگور دی کامارگو (به پرتغالی: Igor Albert Rinck de Diver Camargo) بازیکن فوتبال در پست مهاجم اهل بلژیک است که در شهر پورتو فلیز برزیل و در تاریخ ۱۲ مهٔ ۱۹۸۳ به دنیا آمده‌است.

## باشگاهی
ایگور دی کامارگو در تیم‌های فوتبال خنک، باشگاه فوتبال آپوئل، استاندارد لیژ، بروسیا مونشن‌گلادباخ و باشگاه فوتبال هافنهایم سابقهٔ حضور دارد.

## تیم ملی
این بازیکن همچنین در سال، ۲۰۰۹ برای، تیم ملی فوتبال بلژیک به میدان رفته‌است